# Abrajéievka
Abrajéievka (en rus: Абражеевка) és un poble del krai de Primórie, a l'Extrem Orient de Rússia, que en el cens del 2010 tenia 234 habitants. Pertany al districte rural de Txernígovski.